# سوب يو آي
سوب يو آي (بالإنجليزية: SoapUI)‏ هو تطبيق اختبار خدمة ويب مفتوح المصدر لبروتوكول الوصول إلى الكائنات البسيط (SOAP) وعمليات نقل الحالة التمثيلية (REST). تغطي وظائفه فحص خدمة الويب، والاستدعاء، والتطوير، والمحاكاة والتقليد، والاختبار الوظيفي، واختبار التحميل والامتثال. طُور الإصدار التجاري ReadyAPI (المعروف سابقًا باسم SoapUI Pro)، والذي يركز بشكل أساسي على الميزات المصممة لتعزيز الإنتاجية.
صدر SoapUI في البداية على سورس فورج (SourceForge) في سبتمبر 2005.كبرنامج مجاني مرخص بموجب شروط الترخيص العام للاتحاد الأوروبي. منذ الإصدار الأول، حصل SoapUI على أكثر من 2،000،000 تنزيل. التطبيق مبني بالكامل على جافا، ويستخدم Swing لواجهة المستخدم. حيث أن SoapUI متعدد المنصات. اليوم، يدعم SoapUI أيضًا IDEA وEclipse وNetBeans.
يمكن لـ SoapUI اختبار خدمات الويب SOAP وREST وJMS وAMF وكذلك يدعم بروتوكولات HTTP/HTTPS وJDBC.

## وصلات خارجية
- الموقع الرسمي
- API Testing Dojo